# Gran Premi d'Itàlia del 2007
El Gran Premi d'Itàlia del 2007 és la tretzena carrera de la  temporada 2007 de Fórmula 1. S'ha disputat el 9 de setembre al circuit de Monza.

## Graella de sortida
| Posició | Pilot                | Equip                | Part 1   | Part 2   | Part 3   |
| ------- | -------------------- | -------------------- | -------- | -------- | -------- |
| 1       | Fernando Alonso      | McLaren - Mercedes   | 1:21.718 | 1:21.356 | 1:21.997 |
| 2       | Lewis Hamilton       | McLaren - Mercedes   | 1:21.956 | 1:21.746 | 1:22.034 |
| 3       | Felipe Massa         | Ferrari              | 1:22.309 | 1:21.993 | 1:22.549 |
| 4       | Nick Heidfeld        | BMW Sauber           | 1:23.107 | 1:22.466 | 1:23.174 |
| 5       | Kimi Räikkönen       | Ferrari              | 1:22.673 | 1:22.369 | 1:23.183 |
| 6       | Robert Kubica        | BMW Sauber           | 1:23.088 | 1:22.400 | 1:23.446 |
| 7       | Heikki Kovalainen    | Renault              | 1:23.505 | 1:23.134 | 1:24.102 |
| 8       | Nico Rosberg         | Williams - Toyota    | 1:23.333 | 1:22.748 | 1:24.382 |
| 9       | Jarno Trulli         | Toyota               | 1:23.724 | 1:23.107 | 1:24.555 |
| 10      | Jenson Button        | Honda                | 1:23.639 | 1:23.021 | 1:25.165 |
| 11      | Mark Webber          | Red Bull - Renault   | 1:23.575 | 1:23.166 |          |
| 12      | Rubens Barrichello   | Honda                | 1:23.474 | 1:23.176 |          |
| 13      | Alexander Wurz       | Williams - Toyota    | 1:23.739 | 1:23.209 |          |
| 14      | Anthony Davidson     | Super Aguri - Honda  | 1:23.646 | 1:23.274 |          |
| 15      | Giancarlo Fisichella | Renault              | 1:23.559 | 1:23.325 |          |
| 16      | Sebastian Vettel     | Toro Rosso - Ferrari | 1:23.578 | 1:23.351 |          |
| 17      | Takuma Sato          | Super Aguri - Honda  | 1:23.749 |          |          |
| 18      | Ralf Schumacher      | Toyota               | 1:23.787 |          |          |
| 19      | Vitantonio Liuzzi    | Toro Rosso - Ferrari | 1:23.886 |          |          |
| 20      | David Coulthard      | Red Bull - Renault   | 1:24.019 |          |          |
| 21      | Adrian Sutil         | Spyker - Ferrari     | 1:24.699 |          |          |
| 22      | Sakon Yamamoto       | Spyker - Ferrari     | 1:25.084 |          |          |

## Resultats de la cursa
| Pos | No | Pilot                | Equip                | Voltes | Temps/ Retirada | Pos. de sortida | Punts |
| --- | -- | -------------------- | -------------------- | ------ | --------------- | --------------- | ----- |
| 1   | 1  | Fernando Alonso      | McLaren - Mercedes   | 53     | 1: 18: 37. 806  | 1               | 10    |
| 2   | 2  | Lewis Hamilton       | McLaren - Mercedes   | 53     | + 6.0 s         | 2               | 8     |
| 3   | 6  | Kimi Räikkönen       | Ferrari              | 53     | + 27.3 s        | 5               | 6     |
| 4   | 9  | Nick Heidfeld        | BMW Sauber           | 53     | + 56.5 s        | 4               | 5     |
| 5   | 10 | Robert Kubica        | BMW Sauber           | 53     | + 60.5 s        | 6               | 4     |
| 6   | 16 | Nico Rosberg         | Williams - Toyota    | 53     | + 65.8 s        | 8               | 3     |
| 7   | 4  | Heikki Kovalainen    | Renault              | 53     | + 66.7 s        | 7               | 2     |
| 8   | 7  | Jenson Button        | Honda                | 53     | + 72.1 s        | 10              | 1     |
| 9   | 15 | Mark Webber          | Red Bull - Renault   | 53     | + 75.8 s        | 11              |       |
| 10  | 8  | Rubens Barrichello   | Honda                | 53     | + 76.9 s        | 12              |       |
| 11  | 12 | Jarno Trulli         | Toyota               | 53     | + 77.7 s        | 9               |       |
| 12  | 3  | Giancarlo Fisichella | Renault              | 52     | + 1 Volta       | 15              |       |
| 13  | 17 | Alexander Wurz       | Williams - Toyota    | 52     | + 1 Volta       | 13              |       |
| 14  | 23 | Anthony Davidson     | Super Aguri - Honda  | 52     | + 1 Volta       | 14              |       |
| 15  | 11 | Ralf Schumacher      | Toyota               | 52     | + 1 Volta       | 18              |       |
| 16  | 22 | Takuma Sato          | Super Aguri - Honda  | 52     | + 1 Volta       | 17              |       |
| 17  | 18 | Vitantonio Liuzzi    | Toro Rosso - Ferrari | 52     | + 1 Volta       | 19              |       |
| 18  | 19 | Sebastian Vettel     | Toro Rosso - Ferrari | 52     | + 1 Volta       | 16              |       |
| 19  | 20 | Adrian Sutil         | Spyker - Ferrari     | 52     | + 1 Volta       | 21              |       |
| 20  | 21 | Sakon Yamamoto       | Spyker - Ferrari     | 52     | + 1 Volta       | 22              |       |
| Ret | 5  | Felipe Massa         | Ferrari              | 10     | Col·lisió       | 3               |       |
| Ret | 14 | David Coulthard      | Red Bull - Renault   | 1      | Accident        | 20              |       |

## Altres
- Pole: Fernando Alonso 1: 21. 997
- Volta ràpida: Fernando Alonso 1: 22. 871 a la volta 15

| Cursa anterior: Gran Premi de Turquia del 2007 | FIA 2007 Campionat del Món | Cursa Següent: Gran Premi de Bèlgica del 2007 |
| Anterior G.P.: Gran Premi d'Itàlia del 2006    | Gran Premi d'Itàlia        | Pròxim G.P.: Gran Premi d'Itàlia del 2008     |